# Chastèlmontanha
Chastèlmontanha (nom occità; en francès Châtel-Montagne) és un municipi francès, situat al departament de l'Alier i a la regió d'Alvèrnia-Roine-Alps. L'any 2007 tenia 422 habitants.

## Demografia

### Població
El 2007 la població de fet de Chastèlmontanha era de 422 persones. Hi havia 201 famílies de les quals 78 eren unipersonals (33 homes vivint sols i 45 dones vivint soles), 61 parelles sense fills, 33 parelles amb fills i 29 famílies monoparentals amb fills.
La població ha evolucionat segons el següent gràfic:
Habitants censats

### Habitatges
El 2007 hi havia 369 habitatges, 203 eren l'habitatge principal de la família, 127 eren segones residències i 40 estaven desocupats. 363 eren cases i 4 eren apartaments. Dels 203 habitatges principals, 159 estaven ocupats pels seus propietaris, 41 estaven llogats i ocupats pels llogaters i 3 estaven cedits a títol gratuït; 2 tenien una cambra, 12 en tenien dues, 31 en tenien tres, 57 en tenien quatre i 101 en tenien cinc o més. 129 habitatges disposaven pel capbaix d'una plaça de pàrquing. A 106 habitatges hi havia un automòbil i a 67 n'hi havia dos o més.

### Piràmide de població
La piràmide de població per edats i sexe el 2009 era:
| Homes | Edats   | Dones |
| ----- | ------- | ----- |
| 0     | 95 o +  | 0     |
| 0     | 90 a 94 | 8     |
| 8     | 85 a 89 | 0     |
| 8     | 80 a 84 | 8     |
| 16    | 75 a 79 | 12    |
| 8     | 70 a 74 | 24    |
| 12    | 65 a 69 | 8     |
| 8     | 60 a 64 | 12    |
| 20    | 55 a 59 | 12    |
| 8     | 50 a 54 | 8     |
| 28    | 45 a 49 | 24    |
| 4     | 40 a 44 | 16    |
| 8     | 35 a 39 | 0     |
| 16    | 30 a 34 | 0     |
| 0     | 25 a 29 | 8     |
| 16    | 20 a 24 | 4     |
| 12    | 15 a 19 | 16    |
| 4     | 10 a 14 | 4     |
| 8     | 5 a 9   | 0     |
| 8     | 0 a 4   | 0     |

## Economia
El 2007 la població en edat de treballar era de 229 persones, 153 eren actives i 76 eren inactives. De les 153 persones actives 137 estaven ocupades (81 homes i 56 dones) i 15 estaven aturades (10 homes i 5 dones). De les 76 persones inactives 40 estaven jubilades, 11 estaven estudiant i 25 estaven classificades com a «altres inactius».

### Ingressos
El 2009 a Chastèlmontanha hi havia 210 unitats fiscals que integraven 424 persones, la mediana anual d'ingressos fiscals per persona era de 12.736 €.

### Activitats econòmiques
Dels 33 establiments que hi havia el 2007, 2 eren d'empreses extractives, 1 d'una empresa alimentària, 5 d'empreses de fabricació d'altres productes industrials, 3 d'empreses de construcció, 4 d'empreses de comerç i reparació d'automòbils, 3 d'empreses de transport, 7 d'empreses d'hostatgeria i restauració, 4 d'empreses immobiliàries, 1 d'una entitat de l'administració pública i 3 d'empreses classificades com a «altres activitats de serveis».
Dels 5 establiments de servei als particulars que hi havia el 2009, 1 era una oficina de correu, 1 paleta, 1 lampisteria, 1 electricista i 1 restaurant.
Dels 2 establiments comercials que hi havia el 2009, 1 era una botiga de menys de 120 m² i 1 una fleca.
L'any 2000 a Chastèlmontanha hi havia 18 explotacions agrícoles que ocupaven un total de 497 hectàrees.

## Equipaments sanitaris i escolars
El 2009 hi havia una escola elemental.

## Poblacions més properes
El següent diagrama mostra les poblacions més properes.